# Futarok
A Futarok a Brian Herbert és Kevin J. Anderson által írt A Dűne Káptalanház, A Dűne vadászai és A Dűne homokférgei című regényekben felbukkanó csoport tagjai.

## Jellemzés
Humanoid lények, ennek ellenére látszik hogy géntechnológiával hozták létre őket. Az embert keresztezték a macskafélék DNS-ével. A birodalmi nyelvet, a galachot beszélik, de elég korlátozott a szókincsük. A Szétszóródás után bukkantak fel a Régi Birodalom határain belül.
Egyik céljuk – amelyet sejtetni engednek –, hogy a Tisztelet Matrónáira vadásznak. Ennek ellenére a Tisztelet Matrónái jó néhány futart elfognak, és arra használnak fel, hogy az Matrónák ellenséget megegyék. A másik céljuk, hogy megtalálják a Kezelőket.
Hogy kik ezek a Kezelők, és hol van a bolygójuk, egyelőre nem derül ki. Nagy sokára – a A Dűne vadászai regényben – sikerül megtalálni véletlenül a Kezelők bolygóját. Az égitest rövid időn belül csapdának bizonyul, és épp hogy sikerül elmenekülnie az Ithaka nevű nem-hajó legénységének.